# نادي تورونتو
نادي تورونتو لكرة القدم (بالإنجليزية: Toronto Football Club) نادي كرة قدم كندي يلعب في الدوري الأمريكي . تم تأسيس النادي في سنة 2005 .